# Philippa Lowe
Philippa Lowe (* 7. April 1992) ist eine ehemalige britische Sprinterin, die sich auf den 400-Meter-Lauf spezialisiert hat.

## Sportliche Laufbahn
Philippa Lowe trat international nur bei den Halleneuropameisterschaften 2017 in Belgrad in Erscheinung und gewann dort mit der britischen 4-mal-400-Meter-Staffel in 3:31,05 min gemeinsam mit Eilidh Doyle, Mary Abichi und Laviai Nielsen die Silbermedaille hinter dem polnischen Team.

## Persönliche Bestleistungen
- 400 Meter: 52,83 s, 15. Juni 2019 in Genf
  - 400 Meter (Halle): 52,99 s, 12. Februar 2017 in Sheffield